# Gaëtan Poussin
Gaëtan Poussin (* 13. ledna 1999) je francouzský profesionální fotbalista, který hraje na pozici brankáře za španělský klub Real Zaragoza.

## Klubová kariéra
Poussin podepsal svou první profesionální smlouvu s Bordeaux na podzim roku 2018. Svůj profesionální debut si odbyl 19. prosince 2018 při výhře 1:0 v Coupe de la Ligue nad Dijonem.
Dne 27. července 2023 oznámil španělský klub Real Zaragoza, že Poussin s ním podepsal tříletou smlouvu.
Dne 12. dubna 2025 vstřelil Poussin v 93. minutě gól při remíze 2:2 s Eibarem.

## Reprezentační kariéra
Poussin je mládežnickým reprezentantem Francie. Reprezentoval francouzský národní tým do 17 let na Mistrovství Evropy ve fotbale do 17 let 2016.

## Statistiky

### Klubové
Platí k zápasu hranému 2. června 2023.
| Klub              | Sezóna            | Liga                   | Liga   | Liga | Národní pohár | Národní pohár | Ligový pohár | Ligový pohár | Ostatní | Ostatní | Celkově | Celkově |
| Klub              | Sezóna            | Soutěž                 | Zápasy | Góly | Zápasy        | Góly          | Zápasy       | Góly         | Zápasy  | Góly    | Zápasy  | Góly    |
| ----------------- | ----------------- | ---------------------- | ------ | ---- | ------------- | ------------- | ------------ | ------------ | ------- | ------- | ------- | ------- |
| Bordeaux II       | 2016/17           | Championnat National 3 | 6      | 0    | —             | —             | —            | —            | —       | —       | 6       | 0       |
| Bordeaux II       | 2017/18           | Championnat National 3 | 13     | 0    | —             | —             | —            | —            | —       | —       | 13      | 0       |
| Bordeaux II       | 2021/22           | Championnat National 3 | 1      | 0    | —             | —             | —            | —            | —       | —       | 1       | 0       |
| Bordeaux II       | Celkově           | Celkově                | 20     | 0    | —             | —             | —            | —            | —       | —       | 20      | 0       |
| Bordeaux          | 2018/19           | Ligue 1                | 1      | 0    | 0             | 0             | 2            | 0            | 0       | 0       | 3       | 0       |
| Bordeaux          | 2019/20           | Ligue 1                | 0      | 0    | 2             | 0             | 1            | 0            | —       | —       | 3       | 0       |
| Bordeaux          | 2020/21           | Ligue 1                | 0      | 0    | 1             | 0             | —            | —            | —       | —       | 1       | 0       |
| Bordeaux          | 2021/22           | Ligue 1                | 13     | 0    | 1             | 0             | —            | —            | —       | —       | 14      | 0       |
| Bordeaux          | 2022/23           | Ligue 2                | 36     | 0    | 0             | 0             | —            | —            | —       | —       | 36      | 0       |
| Bordeaux          | Celkově           | Celkově                | 50     | 0    | 4             | 0             | 3            | 0            | 0       | 0       | 57      | 0       |
| Celkově v kariéře | Celkově v kariéře | Celkově v kariéře      | 70     | 0    | 4             | 0             | 3            | 0            | 0       | 0       | 77      | 0       |